# 休暇村
休暇村（きゅうかむら）とは、国立公園や国定公園内の景色や環境の良いところに、滞在型のバカンスを楽しめるように設置されたレクリエーション、保養施設である。スキー、テニス、海水浴、オリエンテーリングなどのスポーツ、レクリエーションや自然歩道の散策、合宿、研修に利用されている。
日本国内で知られているのは国民休暇村である。2025（令和7）年現在、『休暇村』の名称にて『一般財団法人休暇村協会』（旧称『財団法人国民休暇村協会』。）が35施設を運営している。

## 全国の休暇村

### 北海道
- 北海道・休暇村支笏湖

『一般財団法人休暇村協会』が運営する28ヶ所目の休暇村として1977（昭和52）年9月19日に開業したもの。施設名称は「支笏湖畔国民休暇村→支笏湖国民休暇村→支笏湖畔国民休暇村→休暇村支笏湖畔→休暇村支笏湖」と変遷。現名称は1996（平成8）年4月1日より使用。現在は宿泊施設の他に『モラップキャンプ場』を持つ。
- 北海道・中札内農村休暇村 フェーリエンドルフ

『キャピタル・ゼンリン株式会社』経営の休暇村として2003（平成15）年に開業したもの。現在は『グランピングリゾート フェーリエンドルフ』の名で営業中。

### 東北
- 岩手県・休暇村岩手網張温泉

『一般財団法人休暇村協会』が運営する14ヶ所目の休暇村として1965（昭和40）年8月7日に開業したもの。施設名称は「岩手山麓国民休暇村→休暇村岩手山麓→休暇村岩手→休暇村岩手網張温泉」と変遷。現在は宿泊施設『本館』『西館』（1975（昭和50）年開業。）『東館』（1984（昭和59）年開業。）の他に『温泉館』（2002（平成14）年12月開業。初代の宿泊施設通称『あみはり荘』は解体され、跡地はこの建物敷地の一部と駐車場となった。）、『網張温泉キャンプ場』（旧称『網張キャンプ場』。）、『網張温泉スキー場』（旧称『網張スキー場』。）、芝生広場を持つ。
- 岩手県・休暇村陸中宮古

『一般財団法人休暇村協会』が運営する22ヶ所目の休暇村として1974（昭和49）年4月23日に開業したもの。施設名称は「宮古国民休暇村→休暇村陸中宮古」と変遷。現在は宿泊施設の他に『宮古姉ヶ崎オートキャンプ場』（2014（平成26）年開業。）を持つ。
- 秋田県・休暇村乳頭温泉郷

『一般財団法人休暇村協会』が運営する15ヶ所目の休暇村として1965（昭和40）年12月10日に開業したもの（ただし、秋田魁新報の記事では11日に開村式を挙行し、16ヶ所目の国民休暇村として20日に開業と報道されている。）。施設名称は「田沢湖高原国民休暇村→休暇村田沢湖高原→休暇村乳頭温泉郷」と変遷。現名称は2008（平成20）年7月1日より使用。現在は2代目となる宿泊施設『本館』（2001（平成13）年12月開業。初代の宿泊施設通称『乳頭山荘』は解体済み。）の他に『乳頭キャンプ場』、広場を持つ。『休暇村乳頭スキー場』（旧称『国民休暇村乳頭スキー場』。）も1965（昭和40）年に開設されていたが、2004（平成16）年より営業を休止し、2007（平成19）年に閉設されている。
- 宮城県・休暇村気仙沼大島

『一般財団法人休暇村協会』が運営する29ヶ所目の休暇村として1978（昭和53）年11月2日に開業したもの。施設名称は「気仙沼大島国民休暇村→休暇村気仙沼大島」と変遷。現在は宿泊施設の他に『休暇村気仙沼大島キャンプ場』を持つ。
- 山形県・休暇村庄内羽黒

『一般財団法人休暇村協会』が運営する26ヶ所目の休暇村として1975（昭和50）年10月26日に開業したもの。施設名称は「羽黒国民休暇村→休暇村羽黒→休暇村庄内羽黒」と変遷。現名称は2019（平成31）年4月1日より使用。現在は宿泊施設の他に『羽黒山キャンプ場』、『羽黒山スキー場』、グラウンドゴルフ場、芝生広場を持つ。
- 福島県・休暇村裏磐梯

『一般財団法人休暇村協会』が運営する9ヶ所目の休暇村として1964（昭和39）年4月20日に開業したもの。施設名称は「磐梯高原国民休暇村→裏磐梯国民休暇村→休暇村磐梯高原→休暇村裏磐梯」と変遷。現在は2代目となる宿泊施設『本館』（2001（平成13）年7月開業。初代の宿泊施設通称『檜原荘』は解体済み。）の他に『裏磐梯キャンプ場』、『裏磐梯クロスカントリースキー場』、テニスコート、芝生広場を持つ。

### 関東
- 栃木県・休暇村那須

『一般財団法人休暇村協会』が運営する21ヶ所目の休暇村として1972（昭和47）年7月23日に開業したもの。施設名称は「那須国民休暇村→休暇村那須」と変遷。現在は宿泊施設『本館』（1973（昭和48）年4月25日開業。）を持つ。『休暇村那須キャンプ場』とコテージも以前は開設されていたが、2020（令和2）年8月31日に閉設されている。
- 栃木県・休暇村日光湯元

『一般財団法人休暇村協会』が運営する33ヶ所目の休暇村として1994（平成6）年7月12日に開業したもの。『財団法人国立公園協会』経営の宿泊施設『国民宿舎日光湯元レークロッジ』（ユースホステルとの兼営。ユースホステルとしての名称は『ユースホステル湯元山の家』。）を『財団法人国民休暇村協会』が買収し、建物を取り壊した跡地に開設した。施設名称は「日光湯元国民休暇村→休暇村日光湯元」と変遷。現在は宿泊施設『本館』の他に芝生広場を持つ。
- 群馬県・休暇村嬬恋鹿沢

『一般財団法人休暇村協会』が運営する3ヶ所目の休暇村として1962（昭和37）年12月20日に開業したもの。施設名称は「鹿沢国民休暇村→鹿沢高原国民休暇村→休暇村鹿沢高原→休暇村嬬恋鹿沢」と変遷。現名称は2016（平成28）年4月1日より使用。現在は2代目となる宿泊施設『本館棟』『白樺棟』（通称『からまつ荘』と呼ばれ、『本館』『宿泊棟』で構成された初代の宿泊施設は1995（平成7）年に解体済み。）の他に『嬬恋鹿沢キャンプ場』（旧称『鹿沢高原キャンプ場』。）を持つ。『国民休暇村鹿沢スキー場』と『湯の丸ロッジ』も開業と同時に開設されたが、1996（平成8）年に営業を休止した。スキー関連の施設はその後に全施設とも解体され、現在は休憩所が残されているのみとなっている。テニスコートも以前は開設されていたが、現在は閉設されている。
- 埼玉県・休暇村奥武蔵

『一般財団法人休暇村協会』が運営する37ヶ所目の休暇村として2013（平成25）年7月1日に開業したもの。埼玉県経営の宿泊施設『埼玉県奥武蔵あじさい館』を『一般財団法人休暇村協会』が買収し、施設を改修して開設した。現在は宿泊施設『本館』（新館の開業を機に通称を『あがの館』とした。）『新館』（通称『にしかわ館』。2018（平成30）年7月10日開業。）、プール、ログハウス、広場を持つ。
- 千葉県・休暇村館山

『一般財団法人休暇村協会』が運営する10ヶ所目の休暇村として1964（昭和39）年7月10日に開業したもの。施設名称は「館山国民休暇村→休暇村館山」と変遷。現在は2代目となる宿泊施設（初代の宿泊施設通称『にしざき荘』は解体済み。）の他に『温泉館』、プール、芝生広場を持つ。
- 神奈川県・相模原市立緑の休暇村センター

相模原市立の休暇村として1980（昭和55）年6月に開業したもの。『一般社団法人青根振興協議会』が2019（平成31）年4月1日から指定管理者として運営。

### 中部

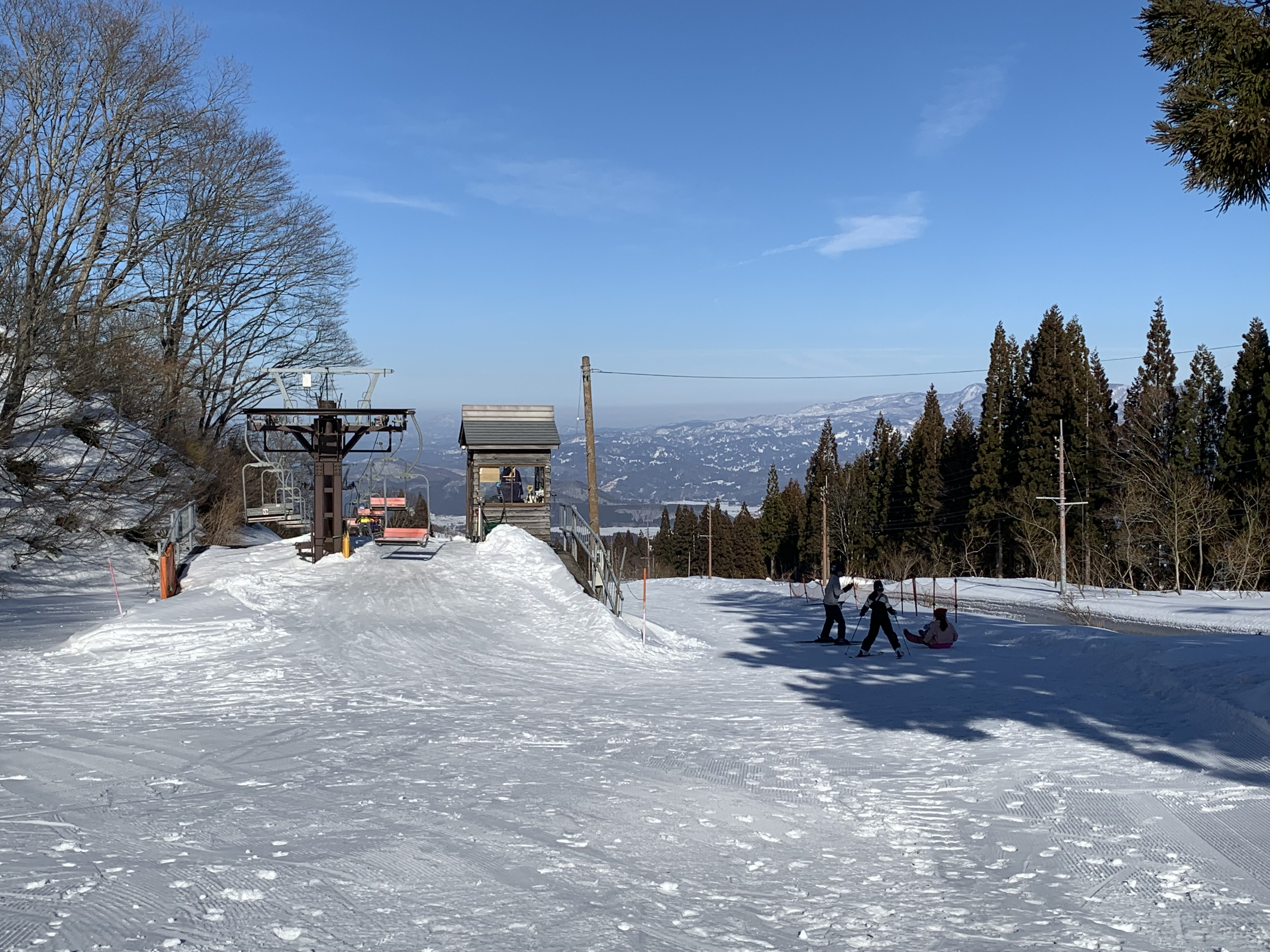
休暇村妙高ルンルンスキー場

- 新潟県・休暇村佐渡

『一般財団法人休暇村協会』が運営する34ヶ所目の休暇村として1995（平成7）年4月に開業したもの。新潟県が整備した『佐渡オートキャンプ場』を指定管理者として運営を受託し、開設した。2019（令和元）年8月の契約終了に伴い、閉業。施設名称は「佐渡関岬休暇村→休暇村佐渡関岬→休暇村佐渡」と変遷。『休暇村佐渡オートキャンプ場』を持つ。閉業後は『佐渡関岬オートキャンプ場』の名称にて営業を継続した後、2024（令和6）年4月27日に複合型キャンプフィールドの『新潟県関岬キャンプ場 ist-sado』の名称にてリニューアルオープンを果たしている。。
- 新潟県・休暇村妙高

『一般財団法人休暇村協会』が運営する13ヶ所目の休暇村として1965（昭和40）年7月に開業したもの。関山エリアと笹ヶ峰エリアで構成。施設名称は「妙高山麓国民休暇村（五最杉地区）（笹ガ峰地区）→妙高山麓国民休暇村（関山地区）（笹ガ峰地区）→休暇村妙高山麓（関山地区）（笹ガ峰地区）→休暇村妙高（関山エリア）（笹ヶ峰エリア）」と変遷。現在は2代目となる宿泊施設（1997（平成9）年開業。初代の宿泊施設通称『関山荘』は解体済み。）の他に『笹ヶ峰キャンプ場』、『休暇村妙高ルンルンスキー場』（旧称『国民休暇村妙高スキー場』『休暇村妙高スキー場』。）を持つ。宿泊施設『笹ヶ峰ロッジ』も以前は開設されていたが、現在は閉設されている。
- 山梨県・羽村市自然休暇村清里

羽村市経営の休暇村として1989（平成元）年4月30日に開業したもの。『株式会社レパスト』が2005（平成17）年10月1日から2013（平成25）年3月31日まで、『グリーンハウス・太平ビルサービス共同事業体』が2013（平成25）年4月1日から指定管理者として運営。施設の老朽化や運営に多額の費用が必要となることを理由に2021（令和3）年3月31日に閉業した。
- 山梨県・羽村市自然休暇村八ヶ岳少年自然の家

羽村市自然休暇村清里と同様に羽村市経営の休暇村として1989（平成元）年4月30日に開業したもの。こちらも施設の老朽化や運営に多額の費用が必要となることを理由に2021（令和3）年3月31日に閉業した。
- 山梨県・富士緑の休暇村

『富士観光開発株式会社』経営の休暇村として1972（昭和47）年10月15日に開業したもの。
- 長野県・美ヶ原市民休暇村

藤沢市所有の休暇村として1974（昭和49）年8月に開業したもの。松本市の土地を借用して開設された。『ふじさわ山荘』の名称で『財団法人藤沢市生活経済公社』により運営されていたが、2010（平成22）年4月1日より『望月地所株式会社』に譲渡された。現在は休業中。
- 長野県・刈谷市民休暇村 サンモリーユ下條

刈谷市所有の休暇村として1998（平成10）年5月3日に開業したもの。『西洋フード・コンパスグループ株式会社』が2016（平成28）年4月1日から指定管理者として運営。
- 長野県・川崎市八ヶ岳市民休暇村

川崎市所有の休暇村として1975（昭和50）年に開業したもの。『社団法人富士見町開発公社』（現名称『一般社団法人富士見町開発公社』。）に委託運営されていた。2005（平成17）年3月閉業。閉業後は『川崎市少年自然の家』に転用された。
- 長野県・休暇村乗鞍高原

『一般財団法人休暇村協会』が運営する8ヶ所目の休暇村として1963（昭和38）年11月26日に開業したもの。施設名称は「乗鞍高原国民休暇村→休暇村乗鞍高原」と変遷。現在は宿泊施設『東館』『西館』（1990（平成2）年7月開業。初代の宿泊施設通称『乗鞍ロッジ』は解体済み。）の他に『安曇乗鞍温泉館』（2003（平成15）年12月10日開業。）、『Mt.乗鞍スノーリゾート休暇村ゲレンデ』（旧称『乗鞍高原温泉スキー場』。2021（令和3）年3月を以って営業休止。）を持つ。『一の瀬キャンプ場』も1965（昭和40）年に開設されていたが、経年による施設の老朽化、利用形態の変化等による利用者数の減少もあり、継続的な運営を図るための経費負担ができなくなったことから、2017（平成29）年9月17日に閉設されている。
- 長野県・休暇村リトリート安曇野ホテル

『一般財団法人休暇村協会』が運営する38ヶ所目の休暇村として2019（令和元）年6月1日に開業したもの。豊田市経営の宿泊施設『豊田市民山の家『リゾート安曇野』』を『一般財団法人休暇村協会』が買収し、施設を改修して開設した。施設名称は「休暇村安曇野Bed&Breakfast→休暇村リトリート安曇野ホテル」と変遷。現名称は2020（令和2）年4月22日より使用。
- 長野県・せせらぎの里 町田市自然休暇村

町田市所有の休暇村として1989（平成元）年7月9日に開業したもの。『一般財団法人川上村振興公社』が2014（平成26）年4月1日より指定管理者として運営。
- 長野県・名古屋市民御岳休暇村

名古屋市所有の休暇村として1973（昭和48）年5月に開業したもの。『公益財団法人名古屋市民休暇村管理公社』が指定管理者として運営。2017（平成29）年6月の長野県西部地震で建物の一部が損傷し、以後、修復のために休館していたが、工事を終えて2020（令和2）年6月8日にリニューアルオープンした。
- 静岡県・休暇村富士

『一般財団法人休暇村協会』が運営する36ヶ所目の休暇村として2000（平成12）年7月10日に開業したもの。現在は宿泊施設の他にコテージを持つ。
- 静岡県・休暇村南伊豆

『一般財団法人休暇村協会』が運営する20ヶ所目の休暇村として1969（昭和44）年10月1日に開業したもの。施設名称は「南伊豆国民休暇村→休暇村南伊豆」と変遷。現在は2代目となる宿泊施設『本館』『東館』（初代の宿泊施設通称『南伊豆荘』を構成した『本館』『西館』は解体済み。）の他にプール（1985（昭和60）年開業。）を持つ。
- 静岡県・調布市市民休暇村熱海多賀荘

調布市の休暇村として1978（昭和53）年に開業したもの。行財政改革の一環として2006（平成18）年3月31日に閉業、4月1日に廃止された。
- 愛知県・休暇村伊良湖

『一般財団法人休暇村協会』が運営する17ヶ所目の休暇村として1966（昭和41）年12月20日に開業したもの。『名古屋鉄道株式会社』が所有する土地に開設した。愛知県が管理する園地、キャンプ場、屋外プール（現在は廃止撤去済み。）の指定管理者も『一般財団法人休暇村協会』が受諾している。施設名称は「伊良湖国民休暇村→休暇村伊良湖」と変遷。2016（平成28）年4月1日に読み仮名を『きゅうかむらいらこ』から『きゅうかむらいらご』へと改称。現在は宿泊施設『本館』（通称『しおさい荘』。1966（昭和41）年12月20日に開業した建物に1968（昭和43）年開業の『東館』と1971（昭和46）年開業の『西館』が加わり、1986（昭和61）年に現在の形でリニューアル開業している。）の他に『伊良湖オートキャンプ場』、コテージ、テニスコート、グラウンドゴルフ場、グラウンド、体育館、バーベキュー場を持つ。
- 愛知県・休暇村茶臼山高原

『一般財団法人休暇村協会』が運営する32ヶ所目の休暇村として1980（昭和55）年7月19日に開業したもの（20日開業と記載する資料あり。）。施設名称は「茶臼山高原国民休暇村→休暇村茶臼山高原」と変遷。現在は2代目となる宿泊施設（1993（平成5）年開業。）の他に『休暇村茶臼山高原チャウシカノモリキャンプ場』（旧称『休暇村茶臼山高原キャンプ場』。1982（昭和57）年開業。）、コテージを持つ。
- 石川県・休暇村能登千里浜

『一般財団法人休暇村協会』が運営する23ヶ所目の休暇村として1974（昭和49）年6月に開業したもの。施設名称は「能登千里浜国民休暇村→休暇村能登千里浜」と変遷。現在は2代目となる宿泊施設（1995（平成7）年6月開業。）の他に『能登千里浜シーサイドオートキャンプ場』、芝生広場を持つ。
- 福井県・休暇村越前三国

『一般財団法人休暇村協会』が運営する35ヶ所目の休暇村として1996（平成8）年7月20日に開業したもの（『中日新聞』の記事に10日に開所式を挙行したとの報道があり。）。三国町が購入したキャンプ施設『日本海キャンプ村』（1960（昭和35）年1月に『日本海観光株式会社』が民有地を購入し整備したもの。））の土地と施設に加え、土地交換で取得した旧三国無線中継所の鉄塔敷地上に開設された。現在は宿泊施設の他に『越前三国オートキャンプ場』（1998（平成10）年7月開業。）、プール、テニスコート、グラウンドゴルフ場、芝生広場を持つ。

### 近畿

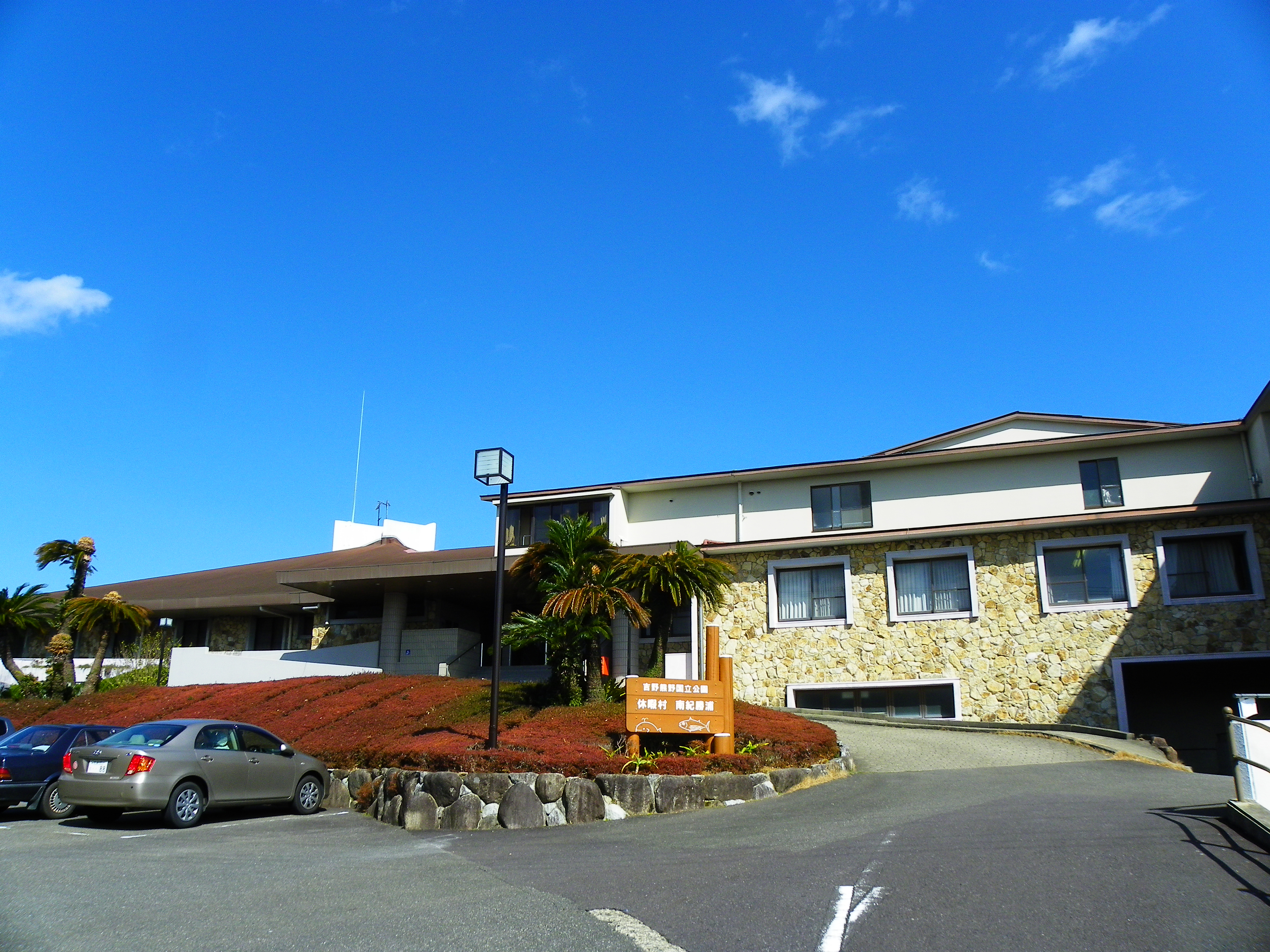
休暇村南紀勝浦

- 滋賀県・休暇村近江八幡

『一般財団法人休暇村協会』が運営する1ヶ所目の休暇村として1962（昭和37）年7月21日に開業したもの。施設名称は「近江八幡国民休暇村→休暇村近江八幡」と変遷。現在は2代目となる宿泊施設『東館』（1998（平成10）年7月10日開業。1963（昭和38）年に開業した宿泊施設『東館』通称『宮ヶ浜荘』とは別の建物で、こちらは1997（平成9）年2月より取り壊された。）『西館』（1981（昭和56）年開業の旧『新館』を改称したもの。）の他に『宮ヶ浜水泳場』（1962（昭和37）年7月21日開業。）、『近江八幡キャンプ場』、プール、グラウンドゴルフ場、グラウンド、芝生広場を持つ。
- 兵庫県・休暇村竹野海岸

『一般財団法人休暇村協会』が運営する30ヶ所目の休暇村として1979（昭和54）年7月5日に開業したもの。施設名称は「竹野海岸国民休暇村→休暇村竹野海岸」と変遷。現在は宿泊施設の他に『休暇村竹野海岸キャンプ場』、テニスコート、芝生広場を持つ。
- 兵庫県・休暇村南淡路

『一般財団法人休暇村協会』が運営する4ヶ所目の休暇村として1963（昭和38）年4月12日に開業したもの。施設名称は「南淡路国民休暇村→休暇村南淡路」と変遷。現在は2代目となる宿泊施設『本館』（2006（平成18）年4月18日開業。初代の宿泊施設通称『うずしお荘』は解体済み。）の他に『天文館』（2007（平成19）年3月19日開業。）、『南淡路シーサイドキャンプ場』、プール（1974（昭和49）年開業。）を持つ。
- 和歌山県・休暇村紀州加太

『一般財団法人休暇村協会』が運営する5ヶ所目の休暇村として1963（昭和38）年5月24日に開業したもの。施設名称は「加太国民休暇村→休暇村加太→休暇村紀州加太」と変遷。現在は宿泊施設『本館』（2016（平成28）年7月1日のリニューアル開業時より通称名『みやま館』。）『新館』（2016（平成28）年7月1日開業。通称名『さくら館』。）の他に『紀州加太オートキャンプ場』、プール、テニスコート、芝生広場を持つ。
- 和歌山県・休暇村南紀勝浦

『一般財団法人休暇村協会』が運営する18ヶ所目の休暇村として1967（昭和42）年4月に開業したもの。施設名称は「勝浦国民休暇村→休暇村南紀勝浦」と変遷。現在は2代目となる宿泊施設（初代の宿泊施設通称『新勝浦荘』は解体済み。）を持つ。プールも以前は開設されていたが、現在は閉設されている。

### 中国
- 鳥取県・休暇村奥大山

『一般財団法人休暇村協会』が運営する2ヶ所目の休暇村として1962（昭和37）年12月15日に開業したもの。施設名称は「鏡ガ成国民休暇村→大山鏡ガ成国民休暇村→休暇村大山鏡ケ成→休暇村大山鏡ヶ成→休暇村奥大山」と変遷。現名称は2010（平成22）年1月1日より使用。現在は2代目となる宿泊施設（1994（平成6）年開業。初代の宿泊施設通称『ぎぼし山荘』は解体済み。）の他に『鏡ヶ成キャンプ場』、『鏡ヶ成スキー場』（旧称『大山鏡ヶ成スキー場』。）、芝生広場を持つ。宿泊施設『鏡ヶ成ロッジ』も開業と同時に開設されたが、現在は閉設されている。
- 岡山県・金山休暇村

『社会福祉法人山陽新聞社会事業団』が運営する2ヶ所目の休暇村として1967（昭和42）年5月3日に開業したもの。『山陽新聞』創刊85周年の記念事業として開設された。『金山休暇村センター』、『小河植物園』、『妙見自然公園』等で構成されていた。経営不振等を理由に1997（平成9）年5月に休業。施設は一部を除き解体済み。
- 岡山県・休暇村蒜山高原

『一般財団法人休暇村協会』が運営する7ヶ所目の休暇村として1963（昭和38）年11月15日に開業したもの。施設名称は「蒜山国民休暇村→休暇村蒜山高原」と変遷。現在は宿泊施設『本館』（2018（平成30）年12月1日に『東館』から改称。）『ロッジ館』（通称『ひるぜん高原荘本館』として開業し、『西館』への改称を経た後、2018（平成30）年12月1日にこの建物名に再改称。）の他に『蒜山高原キャンプ場』、『ひるぜんキッズスノーパーク』（2016（平成28）年開設。）、テニスコート、グラウンドゴルフ場、芝生広場を持つ。宿泊施設『皆ヶ山ロッジ』や『上蒜山スキー場』も以前は開設されていたが、2016（平成28）年までに全て閉設されている。
- 岡山県・山陽休暇村

『社会福祉法人山陽新聞社会事業団』が運営する1ヶ所目の休暇村として1961（昭和36）年8月に開業したもの。『山陽新聞』創刊80周年の記念事業として開設された。『山陽ロッジ』、『郷原スキー場』、『郷原キャンプ場』等で構成されていた。現在は閉業。施設は解体済み。
- 広島県・休暇村吾妻山ロッジ

『一般財団法人休暇村協会』が運営する31ヶ所目の休暇村として1980（昭和55）年7月20日に開業したもの。施設名称は「吾妻帝釈国民休暇村（吾妻地区）→吾妻山国民休暇村→休暇村吾妻山→休暇村吾妻山ロッジ」と変遷。現名称は2008（平成20）年7月1日より使用。経営不振と新型コロナウイルス感染拡大に伴う利用客の減少を理由に2020（令和2）年11月15日を以って営業を終了し、2021（令和3）年3月31日に閉業した。広島県の所有地を借用して開設した。現在は宿泊施設の他に『吾妻山野鳥の森キャンプ場』、コテージ、芝生広場を持つ。
- 広島県・休暇村大久野島

『一般財団法人休暇村協会』が運営する6ヶ所目の休暇村として1963（昭和38）年7月15日に開業したもの。旧日本陸軍施設の跡地でもある国有地に開設された。竹原市所有の博物館『大久野島毒ガス資料館』の指定管理者も『一般財団法人休暇村協会』が受諾。施設名称は「大久野島国民休暇村→休暇村大久野島」と変遷。現在は2代目となる宿泊施設（1991（平成3）年開業。初代の宿泊施設通称『久のしま荘』と『久野島ロッジ』は解体済み。）の他に『ウサギ島大久野島キャンプ場』『大久野島海水浴場』、プール、テニスコート、芝生広場を持つ。
- 広島県・休暇村帝釈峡

『一般財団法人休暇村協会』が運営する25ヶ所目の休暇村として1975（昭和50）年10月9日に開業したもの。施設名称は「吾妻帝釈国民休暇村（帝釈地区）→帝釈峡国民休暇村→休暇村帝釈峡」と変遷。現在は宿泊施設『本館』の他に『くぬぎの森キャンプ場』、コテージ、テニスコート、グラウンドゴルフ場、体育館、芝生広場、運動広場を持つ。プールも以前は開設されていたが、現在は閉設されている。

### 四国

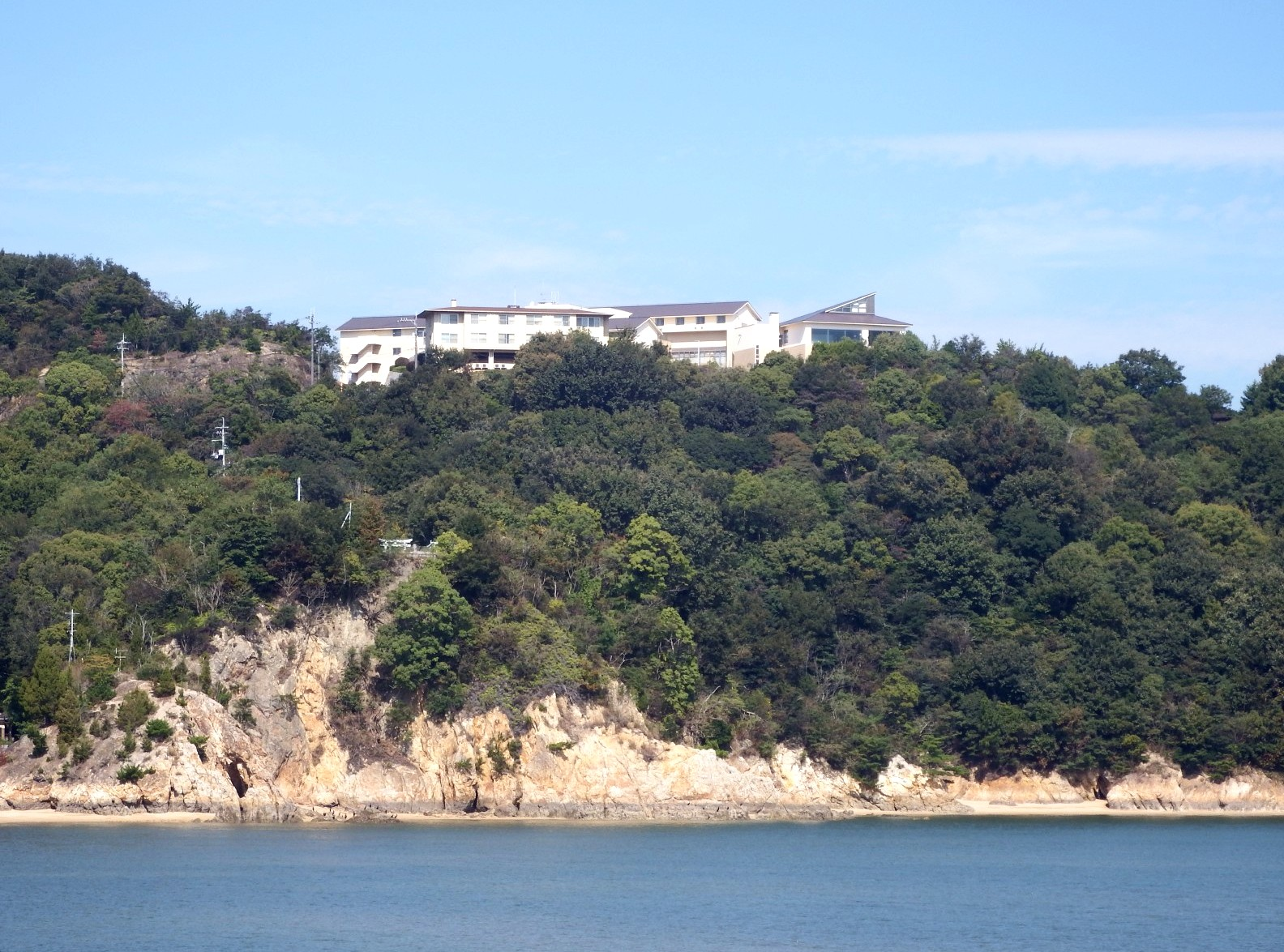
休暇村瀬戸内東予

- 香川県・休暇村讃岐五色台

『一般財団法人休暇村協会』が運営する19ヶ所目の休暇村として1968（昭和43）年9月21日に開業したもの。施設名称は「五色台国民休暇村→休暇村五色台→休暇村讃岐五色台」と変遷。現在は2代目となる宿泊施設（初代の宿泊施設通称『五色山荘』は解体済み。）の他に『讃岐五色台キャンプ場』、プール、テニスコート、多目的広場を持つ。
- 愛媛県・休暇村瀬戸内東予

『一般財団法人休暇村協会』が運営する16ヶ所目の休暇村として1965（昭和40）年12月17日に開業したもの。施設名称は「東予国民休暇村→休暇村瀬戸内東予」と変遷。現在は2代目となる宿泊施設『本館』（2003（平成15）年7月開業。初代の宿泊施設通称『ひうちなだ荘』は解体済み。）の他に『瀬戸内東予シーサイドキャンプ場』、『休暇村瀬戸内東予海水浴場』、芝生広場を持つ。プールも以前は開設されていたが、現在は閉設されている。

### 九州
- 福岡県・休暇村志賀島

『一般財団法人休暇村協会』が運営する11ヶ所目の休暇村として1964（昭和39）年7月に開業したもの。施設名称は「志賀島国民休暇村→休暇村志賀島」と変遷。現在は2代目となる宿泊施設（2006（平成18）年3月12日開業。初代の宿泊施設通称『志賀の浦荘』は解体済み。）の他に『温泉館』（2005（平成17）年12月3日開業。）、『下馬ヶ浜海水浴場』、プール、テニスコート、グラウンドゴルフ場、芝生広場を持つ。
- 長崎県・休暇村雲仙

『一般財団法人休暇村協会』が運営する24ヶ所目の休暇村として1974（昭和49）年10月に開業したもの。雲仙市が所有する土地に開設した。施設名称は「雲仙国民休暇村→休暇村雲仙」と変遷。経営不振と新型コロナウイルス感染拡大に伴う利用客の減少を理由に2020（令和2）年11月30日を以って営業を終了し、2021（令和3）年3月31日に閉業した。宿泊施設の他に『休暇村雲仙諏訪の池キャンプ場』、プール、グラウンドゴルフ場、芝生広場を持つ。
- 熊本県・休暇村南阿蘇

『一般財団法人休暇村協会』が運営する27ヶ所目の休暇村として1976（昭和51）年10月1日に開業したもの。施設名称は「南阿蘇国民休暇村→休暇村南阿蘇」と変遷。現在は宿泊施設の他に『南阿蘇キャンプ場』、テニスコート、グラウンドゴルフ場を持つ。プールも以前は開設されていたが、現在は閉設されている。
- 熊本県・球泉洞休暇村

『球磨村森林組合』経営の休暇村として開業したもの。2020（令和2）年7月の熊本豪雨被災により休業した後、2023（令和5）年10月31日にリニューアルオープンした。
- 鹿児島県・休暇村指宿

『一般財団法人休暇村協会』が運営する12ヶ所目の休暇村として1965（昭和40）年4月に開業したもの。施設名称は「指宿国民休暇村→休暇村指宿」と変遷。指宿市より土地を賃借して開設された。現在は2代目となる宿泊施設（2013（平成25）年8月リニューアル。初代の宿泊施設通称『さつなん荘』『さつなん荘　レクリェーションセンター』は解体済み。）の他に『指宿エコキャンプ場』、グラウンドゴルフ場、芝生広場を持つ。プールも以前は開設されていたが、現在は閉設されている。